# Янджон (станция метро, Пусан)
«Янджон» (кор. 양정역) — подземная станция Пусанского метро на Первой линии.
Она представлена двумя боковыми платформами. Станция обслуживается Пусанской транспортной корпорацией. Расположена в квартале Янджон-дон административного района Пусанджин-гу города-метрополии Пусан (Республика Корея). На станции установлены платформенные раздвижные двери.
Станция была открыта 19 июля 1985 года.